# Ploskanovycja
Ploskanovycja, ukrajinsky Плоскановиця, maďarsky Ploszkánfalva, je osada obce Brestiv, v okrese Mukačevo v Zakarpatské oblasti Ukrajiny. Patří do Čynadijevské vesnické komunity. V roce 2025 zde žilo 254 obyvatel.
První písemná zmínka o této vsí pochází z roku 1605. 